# Canton de Val de Tardoire
Le canton de Val de Tardoire est une circonscription électorale française du département de la Charente créée par le décret du 20 février 2014 et entrée en vigueur lors des élections départementales de 2015.

## Histoire
Un nouveau découpage territorial de la Charente entre en vigueur en mars 2015, défini par le décret du 20 février 2014, en application des lois du 17 mai 2013 (loi organique 2013-402 et loi 2013-403). Les conseillers départementaux sont, à compter de ces élections, élus au scrutin majoritaire binominal mixte. Les électeurs de chaque canton élisent au Conseil départemental, nouvelle appellation du Conseil général, deux membres de sexe différent, qui se présentent en binôme de candidats. Les conseillers départementaux sont élus pour 6 ans au scrutin binominal majoritaire à deux tours, l'accès au second tour nécessitant 12,5 % des inscrits au 1er tour. En outre la totalité des conseillers départementaux est renouvelée. Ce nouveau mode de scrutin nécessite un redécoupage des cantons dont le nombre est divisé par deux avec arrondi à l'unité impaire supérieure si ce nombre n'est pas entier impair, assorti de conditions de seuils minimaux. Dans la Charente, le nombre de cantons passe ainsi de 35 à 19. Le nouveau canton de Val de Tardoire est formé de communes des anciens cantons de La Rochefoucauld et de Montbron.

## Représentation
| Période élective | Période élective | Mandat | Mandat                   | Identité            | Nuance | Nuance | Qualité |
| ---------------- | ---------------- | ------ | ------------------------ | ------------------- | ------ | ------ | --- |
| 2015             | 2021             | 2015   | 18 juin 2020 (démission) | Michel Boutant      |        | PS     | Professeur en disponibilité Conseiller municipal de Chabanais Sénateur de la Charente (2008-2020) Président du conseil général sortant Ancien conseiller général du canton de Montbron (1992-2015) |
| 2015             | 2021             | 2015   | 2021                     | Maryse Lavie-Cambot |        | EELV   | Ancienne conseillère à la Chambre d'agriculture, Pranzac |
| 2021             | 2028             | 2021   | en cours                 | Michaël Canit       |        | PS     | Technicien, maire de Saint-Sornin |
| 2021             | 2028             | 2021   | en cours                 | Marie Pragout       |        | EELV   | Journaliste, conseillère municipale d'Yvrac-et-Malleyrand 8ème Vice-Présidente du conseil départemental                                                                                            |

### Résultats détaillés

#### Élections de mars 2015
À l'issue du 1er tour des élections départementales de 2015, deux binômes sont en ballottage : Michel Boutant et Maryse Lavie-Cambot (Union de la Gauche, 52,17 %) et Danielle Combeau et Dominique de Lorgeril (Union de la Droite, 32,1 %). Le taux de participation est de 51,04 % (8 533 votants sur 16 718 inscrits) contre 50,21 % au niveau départementalet 50,17 % au niveau national.
Au second tour, Michel Boutant et Maryse Lavie-Cambot (Union de la Gauche) sont élus avec 61,11 % des suffrages exprimés et un taux de participation de 51,49 % (4 743 voix pour 8 608 votants et 16 717 inscrits).

#### Élections de juin 2021
Le premier tour des élections départementales de 2021 est marqué par un très faible taux de participation (33,26 % au niveau national). Dans le canton de Val de Tardoire, ce taux de participation est de 35,73 % (6 009 votants sur 16 820 inscrits) contre 33,39 % au niveau départemental. À l'issue de ce premier tour, deux binômes sont en ballottage : Michaël Canit et Marie Pragout (Union à gauche avec des écologistes, 57,46 %) et Marie-Hélène Boisseau et Jean Marc Brouillet (DVC, 42,54 %).
Le second tour des élections est marqué une nouvelle fois par une abstention massive équivalente au premier tour. Les taux de participation sont de 34,3 % au niveau national, 33,99 % dans le département et 36,43 % dans le canton de Val de Tardoire. Michaël Canit et Marie Pragout (Union à gauche avec des écologistes) sont élus avec 60,05 % des suffrages exprimés (3 384 voix pour 6 127 votants et 16 817 inscrits),,.

## Composition
Le canton de Val de Tardoire comprenait vingt-neuf communes entières à sa création.
À la suite de la création des communes nouvelles de La Rochefoucauld-en-Angoumois et Moulins-sur-Tardoire le 1er janvier 2019, le nombre de communes descend à 27.
| Nom                                                   | Code Insee | Intercommunalité                        | Superficie (km2) | Population (dernière pop. légale) | Densité (hab./km2) | Modifier                                    |
| ----------------------------------------------------- | ---------- | --------------------------------------- | ---------------- | --------------------------------- | ------------------ | ------------------------------------------- |
| La Rochefoucauld-en-Angoumois (bureau centralisateur) | 16281      | CC La Rochefoucauld - Porte du Périgord | 24,15            | 4 020 (2022)                      | 166                | modifier les données · modifier les données |
| Agris                                                 | 16003      | CC La Rochefoucauld - Porte du Périgord | 18,74            | 875 (2022)                        | 47                 | modifier les données · modifier les données |
| Bunzac                                                | 16067      | CC La Rochefoucauld - Porte du Périgord | 13,32            | 453 (2022)                        | 34                 | modifier les données · modifier les données |
| Charras                                               | 16084      | CC La Rochefoucauld - Porte du Périgord | 15,12            | 346 (2022)                        | 23                 | modifier les données · modifier les données |
| Chazelles                                             | 16093      | CC La Rochefoucauld - Porte du Périgord | 25,80            | 1 550 (2022)                      | 60                 | modifier les données · modifier les données |
| Coulgens                                              | 16107      | CC La Rochefoucauld - Porte du Périgord | 11,70            | 557 (2022)                        | 48                 | modifier les données · modifier les données |
| Écuras                                                | 16124      | CC La Rochefoucauld - Porte du Périgord | 24,22            | 542 (2022)                        | 22                 | modifier les données · modifier les données |
| Eymouthiers                                           | 16135      | CC La Rochefoucauld - Porte du Périgord | 8,68             | 325 (2022)                        | 37                 | modifier les données · modifier les données |
| Feuillade                                             | 16137      | CC La Rochefoucauld - Porte du Périgord | 21,83            | 284 (2022)                        | 13                 | modifier les données · modifier les données |
| Grassac                                               | 16158      | CC La Rochefoucauld - Porte du Périgord | 28,23            | 303 (2022)                        | 11                 | modifier les données · modifier les données |
| Mainzac                                               | 16203      | CC La Rochefoucauld - Porte du Périgord | 11,29            | 123 (2022)                        | 11                 | modifier les données · modifier les données |
| Marillac-le-Franc                                     | 16209      | CC La Rochefoucauld - Porte du Périgord | 14,49            | 823 (2022)                        | 57                 | modifier les données · modifier les données |
| Marthon                                               | 16211      | CC La Rochefoucauld - Porte du Périgord | 12,82            | 547 (2022)                        | 43                 | modifier les données · modifier les données |
| Montbron                                              | 16223      | CC La Rochefoucauld - Porte du Périgord | 43,34            | 1 995 (2022)                      | 46                 | modifier les données · modifier les données |
| Moulins-sur-Tardoire                                  | 16406      | CC La Rochefoucauld - Porte du Périgord | 21,88            | 804 (2022)                        | 37                 | modifier les données · modifier les données |
| Orgedeuil                                             | 16250      | CC La Rochefoucauld - Porte du Périgord | 10,39            | 208 (2022)                        | 20                 | modifier les données · modifier les données |
| Pranzac                                               | 16269      | CC La Rochefoucauld - Porte du Périgord | 15,06            | 885 (2022)                        | 59                 | modifier les données · modifier les données |
| Rivières                                              | 16280      | CC La Rochefoucauld - Porte du Périgord | 21,54            | 2 023 (2022)                      | 94                 | modifier les données · modifier les données |
| La Rochette                                           | 16282      | CC La Rochefoucauld - Porte du Périgord | 10,99            | 525 (2022)                        | 48                 | modifier les données · modifier les données |
| Rouzède                                               | 16290      | CC La Rochefoucauld - Porte du Périgord | 14,33            | 232 (2022)                        | 16                 | modifier les données · modifier les données |
| Saint-Adjutory                                        | 16293      | CC La Rochefoucauld - Porte du Périgord | 14,04            | 493 (2022)                        | 35                 | modifier les données · modifier les données |
| Saint-Germain-de-Montbron                             | 16323      | CC La Rochefoucauld - Porte du Périgord | 14,91            | 488 (2022)                        | 33                 | modifier les données · modifier les données |
| Saint-Sornin                                          | 16353      | CC La Rochefoucauld - Porte du Périgord | 11,27            | 832 (2022)                        | 74                 | modifier les données · modifier les données |
| Souffrignac                                           | 16372      | CC La Rochefoucauld - Porte du Périgord | 9,37             | 149 (2022)                        | 16                 | modifier les données · modifier les données |
| Taponnat-Fleurignac                                   | 16379      | CC La Rochefoucauld - Porte du Périgord | 21,49            | 1 530 (2022)                      | 71                 | modifier les données · modifier les données |
| Vouthon                                               | 16421      | CC La Rochefoucauld - Porte du Périgord | 10,38            | 408 (2022)                        | 39                 | modifier les données · modifier les données |
| Yvrac-et-Malleyrand                                   | 16425      | CC La Rochefoucauld - Porte du Périgord | 18,90            | 562 (2022)                        | 30                 | modifier les données · modifier les données |
| Canton de Val de Tardoire                             | 1619       |                                         | 468,28           | 21 882 (2022)                     | 47                 | modifier les données                        |

## Démographie
En 2022, le canton comptait 21 882 habitants, en stagnation par rapport à 2016 (Charente : −0,48 %, France hors Mayotte : +2,11 %).
| 2013   | 2018   | 2022   |
| ------ | ------ | ------ |
| 21 914 | 21 778 | 21 882 |